# Grafton Street

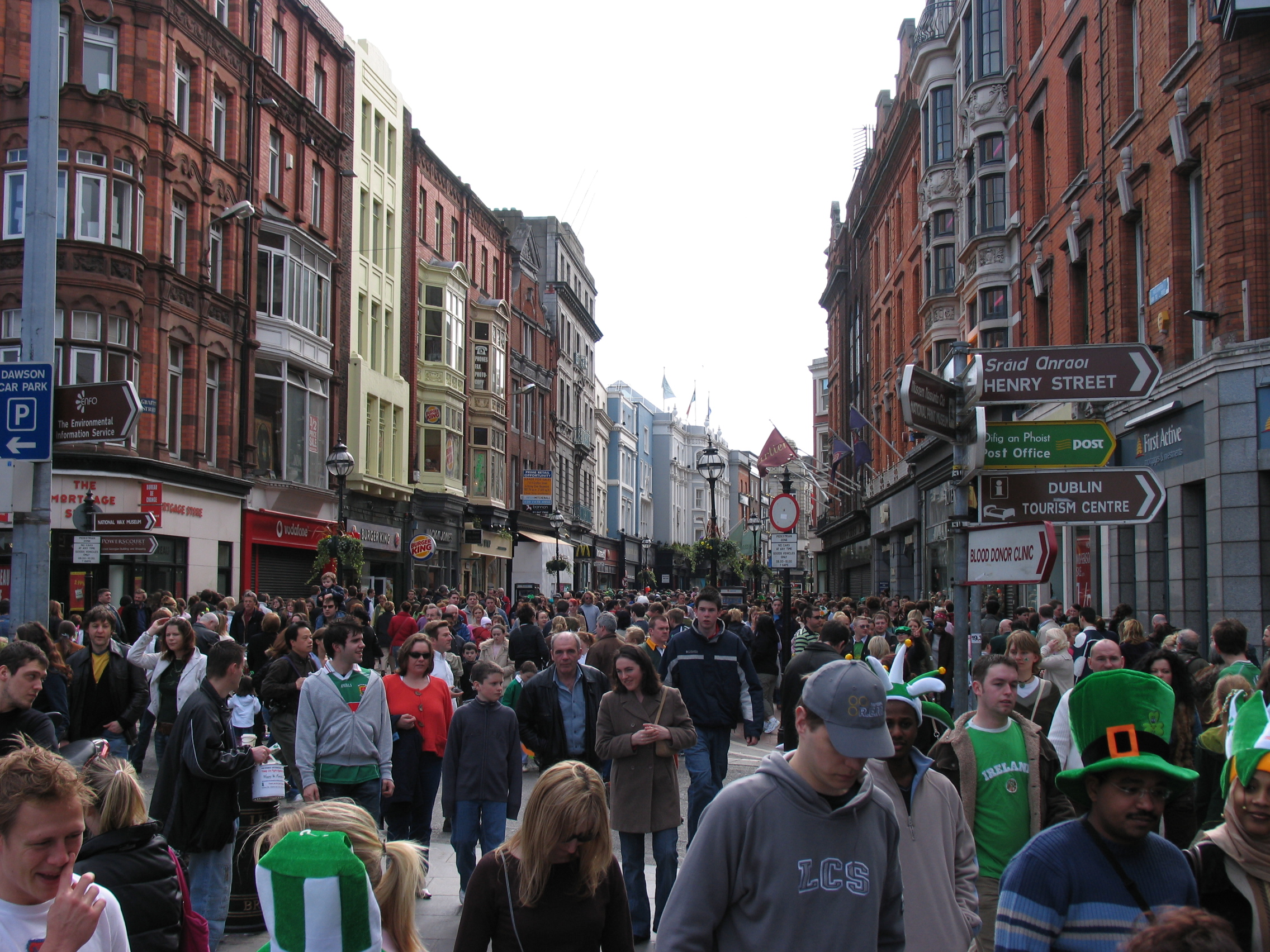
Grafton Street en Dublín.

La Grafton Street es una calle situada en el centro de Dublín, República de Irlanda. Es una de las calles más animadas de la ciudad y es muy popular entre los dublineses debido a sus tiendas. 
Esta calle es una de las más costosas de la ciudad, concentra muchas tiendas de diseñador donde llega la moda europea al instante y es evitada por los turistas que no pueden gastar todo su dinero.

## Buskers
- Rodrigo y Gabriela, el dúo mexicano de guitarras
- Allie Sherlock,[1] Mel Maryns[2]  los dos cantantes irlandeses.